# Paradise City
〈Paradise City〉는 데뷔 음반인 《Appetite for Destruction》에 수록된 미국의 록 밴드 건즈 앤 로지스의 곡이다. 1988년 11월에 싱글로 발매되었다. 이 곡은 또한 신시사이저를 특징으로 하는 건즈 앤 로지스의 유일한 곡이다. 이 노래는 《Appetite for Destruction》의 〈Welcome to the Jungle〉와 함께 경기 중에 스포츠 경기장에서 자주 연주된다. 이 곡은 빌보드 핫 100에서 5위로 정점에 달했는데, 이 곡은 이 밴드의 세 번째 싱글곡이 되어 영국 싱글 차트에서 6위에 올랐다. 이 곡은 세 곡 중 첫 번째 싱글곡인 아이리시 싱글 차트에서도 1위를 차지했다.